# Falurood

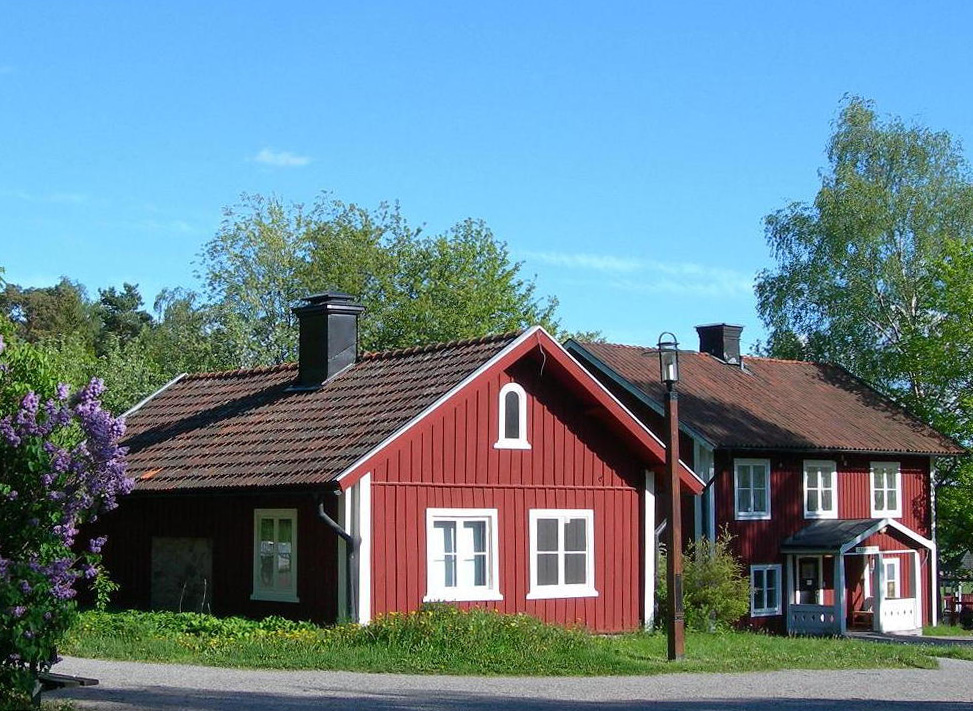
Traditionele stuga's geverfd in falurood op het platteland van Zweden

Falurood (Zweeds: faluröd) een meer specifieke aanduiding van Zweeds rood is de kleur van een pigment dat heel vaak wordt toegepast in verf die op huizen in Zweden te vinden is. De naam van de typische kleur komt van de kopermijnen bij de Zweedse stad Falun. De kleur wordt vaak omschreven als een vorm van donkerrood en heeft een bijzondere uitstraling (zogenaamde changeant effect) bij variërend lichtinval. De Zweedse kookverven slamfärg of rödfärg worden traditioneel gebruikt om hout te verven, mede omdat het erts een conserverende componenten bezit.
De kleur wordt bijzonder veel gebruikt in Zweden alsook in Finland en Noorwegen waarbij de kleur licht varieert, doordat de brandtechniek iets is gewijzigd of andere pigmentgrondstoffen zijn gebruikt. In Noorwegen is het rood iets feller, in Finland iets meer oranje. Het Finse woord voor deze verf is Punamulta (rode modder) of Punamaali (rode verf). Ook in Noord-Duitsland, waar Zweden lange tijd Voor-Pommeren (Stralsund) bezat, en de Baltische staten die vanouds onder Zweedse invloed stonden, komt de kleur veel voor. 
Al sinds 1255 wordt dit pigment gewonnen uit ertsafval (Zweeds: slam) en gebruikt in Dalarna. In de 16e eeuw werd de kleur gebruikt om huizen mee te verven doordat koning Johan III van Zweden deze mode introduceerde, eerst alleen bij de rijken. Pas vanaf 1800 sloeg de kleur ook aan bij de armen (vooral op het platteland) mede vanwege de lage kosten. Mensen met geld gingen andere kleuren gebruiken, bijvoorbeeld wit. Het rood komt van het fijngemalen afvalerts dat eerst is gebrand. De rode kleur is een vorm van ijzeroxide en is verwant aan onder andere sienna (gebrande sienna) en zogenaamd Engels rood. Hoewel walvisbloed ongetwijfeld ook gebruikt is als verdikkingsmiddel, is de oorsprong van de kleur door deze toevoeging onjuist.

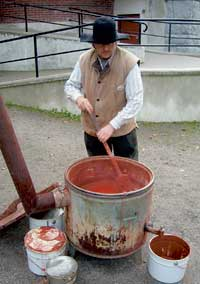
Verf koken